# چارلی پتینو

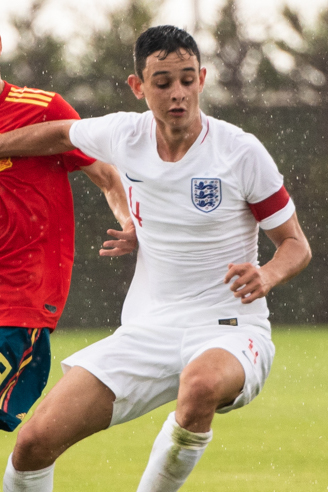
چارلی پتینو - ۲۰۱۹

چارلی پتینو (انگلیسی: Charlie Patino؛ زادهٔ ۱۷ اکتبر ۲۰۰۳) بازیکن فوتبال اهل انگلستان است.
وی همچنین در تیم‌های ملی فوتبال زیر ۱۶ سال انگلستان، زیر ۱۶ سال انگلستان، زیر ۱۷ سال انگلستان، و زیر ۱۹ سال انگلستان بازی کرده‌است.

## زندگی شخصی
پتینو که در واتفورد به دنیا آمد، قبل از پیوستن به لوتون تاون در سن هفت سالگی، کار خود را در سنت آلبانز سیتی آغاز کرد.
در ۱۱ سالگی در سال ۲۰۱۵ با مبلغ ۱۰۰۰۰ پوند به آرسنال پیوست.
او از طرف پدرش اسپانیایی‌تبار و واجد شرایط حضور در اسپانیا است و طبق گزارش‌ها، فدراسیون فوتبال اسپانیا تلاش‌هایی را برای دعوت او به تیم ملی فوتبال اسپانیا انجام داده‌است.

## تیم ملی
پتینو بازیکن تیم ملی فوتبال انگلیس در رده‌های سنی زیر ۱۵، زیر ۱۶ و زیر ۱۷ سال بوده‌است.
در ۹ اکتبر ۲۰۲۱، پتینو اولین بازی خود را برای تیم ملی فوتبال زیر ۱۹ سال انگلستان در جریان پیروزی ۳–۱ مقابل تیم ملی فوتبال زیر ۱۹ سال مکزیک در ماربلا انجام داد.